# Pycnopsyche virginica
Pycnopsyche virginica är en nattsländeart som först beskrevs av Banks 1900.  Pycnopsyche virginica ingår i släktet Pycnopsyche och familjen husmasknattsländor. Inga underarter finns listade i Catalogue of Life.